# Erik Michailowitsch Galimow

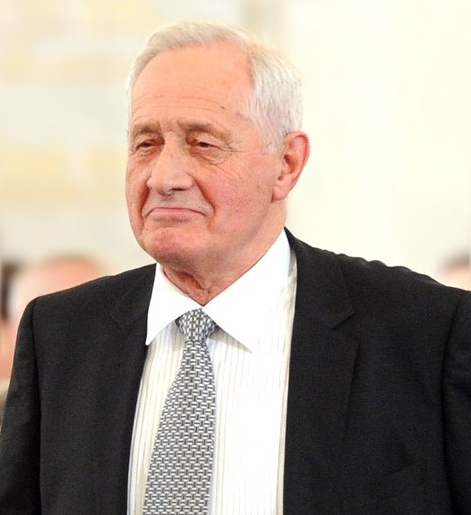
Erik Michailowitsch Galimow

Erik Michailowitsch Galimow (russisch Эрик Михайлович Галимов; * 29. Juli 1936 in Wladiwostok; † 23. November 2020) war ein russischer Geochemiker.

## Leben
Galimow, Sohn eines tatarischen Vaters, studierte Geologie, Geochemie und Geophysik am Moskauer Gubkin-Institut für Erdölchemie (MINCh) mit Abschluss 1959. Er blieb dann an dieser Hochschule als Wissenschaftlicher Mitarbeiter des Lehrstuhls für angewandte Geophysik. 1965 wurde er mit der Kandidat-Dissertation Anwendung der Massenspektroskopie zur Isotopenuntersuchung des Kohlenstoffs in Carbonaten zum Kandidaten der Geologisch-Mineralogischen Wissenschaften promoviert. 1966 wurde er Leiter des Massenspektroskopie-Laboratoriums des MINCh (bis 1976). 1970 wurde er mit der Doktor-Dissertation Geochemie der stabilen Kohlenstoffisotope zum Doktor der Geologisch-Mineralogischen Wissenschaften promoviert.
Seit 1973 leitete Galimow das Laboratorium für Kohlenstoff-Geochemie des Instituts für Geochemie und Analytische Chemie (GEOChI, später Wernadski-Institut für Geochemie und Analytische Chemie) der Akademie der Wissenschaften der UdSSR (AN-SSSR). 1982 folgte die Ernennung zum Professor. 1991 wurde er Korrespondierendes Mitglied und 1994 Vollmitglied der AN-SSSR. 1993 wurde er Direktor des GEOChi. Die Föderale Agentur der Wissenschaftlichen Organisationen, die den Besitz der nun Russischen Akademie der Wissenschaften (RAN) verwaltet, entließ 2015 Galimow, nachdem er die Intransparenz und Bürokratie dieser Agentur kritisiert hatte.
Grundlegend waren Galimows geochemische Isotopenuntersuchungen organischer Stoffe, seine mathematische Modellierung von Ausfällbecken und seine Arbeiten zur Entstehung der Diamanten, Entstehung und chemische Evolution der Erde und Entstehung des Mondes. 1990 gründete er und leitete dann die Wissenschaftlerschule Globale Kohlenstoffzyklen „Erdmantel – Erdkruste – Ozean – Erdatmosphäre“. Er initiierte und leitete das Programm zur Untersuchung des Mondes und der Aussendung von Stoffen vom Phobos. 1975–1980 untersuchte er zusammen mit A. L. Butschatschenko, J. N. Molin, R. S. Sagdajew und anderen die Effekte von Magnetfeldern auf den Ablauf chemischer Reaktionen und entdeckte 1975 den Magnet-Isotopie-Effekt.
1994 wurde Galimow Vollmitglied der RAN in der Abteilung für Geologie, Geophysik, Geochemie und Montanwissenschaften. Er war Mitglied des Präsidiums der RAN (2002–2013), Vorsitzender des Komitees für Meteoriten, Vorsitzender des Wissenschaftlichen Rates für Probleme der Geochemie, Mitglied der Ozeanographie-Kommission und Mitglied des Büros des Rates für den Weltraum der RAN. 2000–2004 war er Präsident der International Association of GeoChemistry. Die Lomonossow-Universität Moskau verlieh ihm die Ehrenprofessur. Er war Mitglied der Akademie für Montanwissenschaften sowie ausländisches Mitglied der Akademie der Wissenschaften und der Literatur Mainz und Mitglied der dortigen Kommission für Erdwissenschaftliche Forschung (1998). Er war Ehrenmitglied der Akademie der Wissenschaften der Republik Baschkortostan. Auf der 2. International Conference on Geology (21.–22. April 2016 in Dubai) hielt er den Vortrag The origin of hydrocarbon accumulation in Precambrian of the Eastern Siberia.
Galimow war Hauptherausgeber der russischen Fachzeitschrift Geochemie und Mitherausgeber der internationalen Zeitschriften Astrobiology, Chemical Geology und Isotopes in Health and Environmental Studies.

## Ehrungen und Auszeichnungen
- Ehrenzeichen der Sowjetunion (1986)
- Wernadski-Preis (1999)
- Orden der Ehre (1999)[11]
- Alfred-Treibs-Medaille der internationalen Geochemical Society (2004)[12]
- Staatspreis der Russischen Föderation für Wissenschaft und Technik (2015)[3]
- Benennung des Mondkraters Galimov durch die Internationale Astronomische Union am 4. Juni 2024.[13]